# Great Stambridge
Great Stambridge is een plaats in het Engelse graafschap Essex. Het maakt deel uit van de civil parish Stambridge. In 1870-72 telde het toen nog zelfstandige dorpje 363 inwoners.
Great Stambridge werd in de ijzertijd reeds bewoond. Ook de Saksen en Noormannen hebben (archeologische) sporen achtergelaten. In het Domesday Book van 1086 werd gewag gemaakt van Great Stambridge, met een bevolking van 13 huishoudens en Swein van Essex als leenman. Deze had het landgoed in leen van tenant-in-chief Odo van Bayeux. Indertijd was Great Stambridge een van vier kleine nederzettingen, elk verscholen in de bossen en rondom een landhuis gegroepeerd.
De dorpskerk van het oorspronkelijke Great Stambridge heeft een schip en priesterkoor uit de eerste helft van de elfde eeuw. De kerk staat op de Britse monumentenlijst.
Op 16 april 1605 trouwde Mary Forth, een lokale adellijke dame, in de dorpskerk met John Winthrop, die later de eerste gouverneur van Massachusetts zou worden.